# Aganippe modesta
Aganippe modesta är en spindelart som beskrevs av William Joseph Rainbow och Robert Henry Pulleine 1918. Aganippe modesta ingår i släktet Aganippe och familjen Idiopidae.
Artens utbredningsområde är Sydaustralien. Inga underarter finns listade i Catalogue of Life.